# Лулу и Нана
Лулу́ и Нана́ — китайские генетически спроектированные девочки-близнецы, родившиеся в октябре 2018 года. Их настоящие имена общественности не известны, им дали псевдонимы Лулу́ (кит. 露露, пиньинь Lùlù) и Нана́ (кит. 娜娜, пиньинь Nànà). По словам исследователя, Хэ Цзянькуя, эти близнецы — первые в мире дети, генетически отредактированные по клеткам зародышевой линии. Хэ Цзянькуй сообщил, что девочки родились здоровыми. Родители девочек были участниками клинического испытания, проведённого Хэ Цзянькуем, в котором он предлагал стандартные услуги по экстракорпоральному оплодотворению, но, кроме того, использовал CRISPR-Cas9, технологию, которая может модифицировать ДНК для модификации гена CCR5 в зародышах. Это было сделано для придания генетической устойчивости против вируса ВИЧ. Эксперимент проводился тайно до ноября 2018 года.
Реакцией на действия Хэ Цзянькуя стала широкая волна критики и озабоченности о благополучии девочек. Сам Хэ Цзянькуй в декабре 2019 года получил 3 года лишения свободы и 3 млн юаней штрафа за нарушение законодательства в области экспериментов с людьми и проведение медицинских процедур без лицензии.

## Обнародование эксперимента
Хэ Цзянькуй объявил о своём проекте с участием Лулу и Наны в интервью информационному агентству Associated Press 19 ноября 2018 года, накануне второго Международного саммита по редактированию генома человека в Гонконгском университете. Проект не получил независимого подтверждения, не прошёл рецензирования и не был опубликован в научном издании.
После обнародования информации об опытах Хэ Цзянькуя Южный научно-технологический университет (SUSTech), сотрудником которого он является, поспешил дистанцироваться от его деятельности, распространив заявление, что Хэ Цзянькуй проводил свои испытания за пределами их кампуса в нерабочее время, и они ничего не знали о проекте и его характере. Национальная комиссия по здравоохранению Китая также дала распоряжение провинциальным чиновникам здравоохранения расследовать деятельность Хэ Цзянькуя.

В феврале 2023 Хэ дал интервью, в котором заявил, что первые ГМ-дети полностью здоровы и живут полноценной жизнью.
- Хэ Цзянькуй о Лулу и Нана

## Проведение эксперимента
Эмбрионы, впоследствии ставшие Лулу и Нана, были созданы во время клинического испытания, проведённого Хэ Цзянькуем из Южного научно-технологического университета в Шэньчжэне. Хэ Цзянькуй во время своего отпуска в университете работал в городской больнице для женщин и детей. Там он отбирал пары, которые хотели иметь детей; мужчина должен был быть ВИЧ-положительным, а женщина — незаражённой. Пары были набраны через базирующуюся в Пекине группу по защите от СПИДа под названием Baihualin. Он держал в секрете клиническое испытание от научного сообщества, и по состоянию на 28 ноября оставалось неясным, дали ли участники своё информированное согласие. 25 ноября 2018 года журнал MIT Technology Review опубликовал рассказ об эксперименте Хэ Цзянькуя, основанный на документах, которые были размещены ранее в том же месяце в китайском реестре клинических испытаний. После того, как эта история была опубликована, Хэ Цзянькуй выпустил рекламное видео на YouTube, а на следующий день Associated Press опубликовало с ним интервью. Хэ Цзянькуй также привлёк фирму по связям с общественностью. В конце концов он представил работу, которая привела к рождению девочек, 28 ноября на Международном саммите по редактированию генома человека.

### Научная сторона эксперимента по редактированию генома
Хэ Цзянькуй взял сперму и яйцеклетки у пар, провёл с ними экстракорпоральное оплодотворение, а затем отредактировал геномы полученных эмбрионов с помощью CRISPR / Cas9. Редактированию подвергся ген CCR5, кодирующий белок, который ВИЧ использует для проникновения в клетки. Хэ Цзянькуй пытался искусственно создать специфическую мутацию в гене (CCR5 Δ32), встречающуюся у немногих людей — которая, возможно, придаёт врождённую устойчивость к ВИЧ, как это было в случае с Берлинским пациентом. Он сказал, что девочки всё ещё несут функциональные копии CCR5 вместе с отключённой CCR5, учитывая генетический мозаицизм и современный уровень технологии редактирования зародышевой линии. Также следует отметить, что существуют формы ВИЧ, которые используют другой рецептор вместо CCR5, и манипуляции, проведённые Хэ Цзянькуем, не смогли бы защитить Лулу и Нану от этих форм заболевания.
Хэ Цзянькуй прибег к предимплантационной генетической диагностике эмбрионов, которые были отредактированы, когда три-пять отдельных клеток были удалены и полностью секвенированы для выявления химеризма и нецелевых ошибок. Он сообщил, что во время беременности внеклеточная эмбриональная ДНК была полностью секвенирована для проверки на нецелевые ошибки, и матери предложили амниоцентез для проверки проблем с беременностью, но она отказалась. Дети родились в конце октября или начале ноября. По словам Хэ Цзянькуя, родились здоровыми. После родов было неясно, могут ли проявиться долгосрочные последствия редактирования генов. Хэ Цзянькуя спрашивали о планах по наблюдению за детьми и оплате их ухода в случае возникновения проблем, о том, как может быть обеспечена их конфиденциальность и конфиденциальность их родителей. Интересным фактом является то, что отключение гена CCR5 имеет положительный побочный эффект на развитие мозга: улучшается память, повышается способность мозга восстанавливаться после инсульта, а также, возможно, есть связь с более высокой успеваемостью в школе и общим интеллектом.

## Реакция
Хэ Цзянькуй не раскрыл имена родителей, и они не заявляли о себе, поэтому их реакция неизвестна. В средствах массовой информации и научном сообществе прошла волна критики проведённого эксперимента и его секретности, а также озабоченности по поводу будущего благополучия Лулу и Наны. Американский специалист Майкл В. Дим, профессор биоинженерии из Университета Райса и консультант Хэ Цзянькуя, принимал участие в исследовании и присутствовал, когда испытуемые, участвовавшие в его опытах, давали своё согласие. Дим также попал под следствие после того, как сведения о работе Хэ Цзянькуя были обнародованы. В феврале 2023 Хэ Цзянькуй дал интервью South China Morning Post, в котором заявил, что дети чувствуют себя хорошо и живут полноценной жизнью.

## Уголовное дело в отношенииХэ Цзянькуя
Собственные расследования начали Южный научно-технологический университет, местные власти и правительство Китая. 29 ноября 2018 года власти Китая приостановили всю исследовательскую деятельность Хэ Цзянькуя, заявив, что его деятельность «чрезвычайно отвратительна по своему характеру» и является нарушением китайского законодательства. По состоянию на 28 декабря 2018 года он был помещён в университетскую квартиру под надзор, ему грозили уголовные обвинения.
Выяснилось, что для получения разрешения этического комитета на проведение процедуры были подделаны документы, а сотрудники медицинского центра не знали, что имплантировали пациентам генетически модифицированные клетки.
В декабре 2019 года Хэ Цзянькуй был приговорен к 3 годам лишения свободы и штрафу в 3 млн юаней за нарушение законодательства в области экспериментов с людьми и проведение медицинских процедур без лицензии.
В апреле 2022 года Хэ Цзянькуй был освобожден из тюрьмы.